# Sphenopus marsupialis
Sphenopus marsupialis är en korallart som först beskrevs av Gmelin.  Sphenopus marsupialis ingår i släktet Sphenopus och familjen Sphenopidae. Inga underarter finns listade i Catalogue of Life.